# ناگهان تابستان گذشته (فیلم)
ناگهان تابستان گذشته (انگلیسی: Suddenly, Last Summer) فیلمی بر پایهٔ نمایش‌نامه‌ای با همین نام به کارگردانی جوزف ال. منکیه‌ویچ است که در سال ۱۹۵۹ منتشر شد. از بازیگران آن می‌توان به کاترین هپبورن، مونتگومری کلیفت، الیزابت تیلور، آلبرت دکر و مرسدس مک‌کمبریج اشاره کرد.
کاترین هپبورن و الیزابت تیلور، هر دو، به‌خاطر بازی در این فیلم برای دریافتِ جایزه اسکار بهترین بازیگر نقش اول زن نامزد شدند.